# 699 (număr)
699 (șase sute nouăzeci și nouă) este numărul natural care urmează după 698 și este urmat de 700.